# Астахов, Виктор Иванович
Ви́ктор Ива́нович Аста́хов (29 мая 1922, с. Маливо Коломенского района Московской губ. — 22 июня 1972, Харьков) — советский историк, историограф, исследователь истории города Харьков и Харьковского университета, доктор исторических наук (1963), профессор (1964), проректор Харьковского государственного университета (1963—1972).

## Биография
В 1939 году Астахов поступил в Московский пушной институт, а в 1940 году перевелся в Московский институт философии, литературы и искусства. В 1941 году добровольцем вступил в ряды Красной Армии. Во время Второй мировой войны воевал на Дальневосточном фронте.
После войны продолжил обучение на историческом факультете (1946—1950) и в аспирантуре Харьковского государственного университета. В 1953 году защитил кандидатскую диссертацию «Студенческое движение в Харьковском университете накануне и в период Первой русской революции (1895—1907 гг.)» (ХГУ, научный руководитель — проф. А. Г. Слюсарский).
С 1955 по 1959 год — доцент кафедры истории СССР и УССР. В 1956 году возглавил один из первых целинных студенческих отрядов Харькова. В 1959—1961 годах — секретарь Харьковского обкома КПУ. С 1963 года — проректор ХГУ. Защитил докторскую диссертацию по монографии «Русская историография второй половины XIX века» (ХГУ, 1963). Создал и возглавил первую на Украине и одну из первых в высших учебных заведениях СССР кафедру историографии, вспомогательных исторических дисциплин и методики истории (1964—1972). Преподавал общие курсы: история СССР, историография истории СССР, источниковедение истории СССР, спецкурсы.
Автор более 100 научных трудов. Под его научным руководством защищены 2 кандидатские диссертации.
Был членом редколлегии «Ученых записок» («Труды исторического факультета ХГУ»), «Вестника Харьковского университета» (серия «История»), республиканского межведомственного научного сборника «Питання історії народів СРСР».
Награждён Почётным знаком ЦК ВЛКСМ «За освоение новых земель», орденом Трудового Красного Знамени (1967).
Супруга — историк Валентина Астахова (род. 1935); сын Виктор (род. 1957) — юрист, дочь Екатерина (род. 1959) — историк.
Умер 22 июня 1972 года, похоронен на 2-м городском кладбище Харькова.

## Память
С 1992 года на историческом факультете ХНУ имени В. Н. Каразина раз в два года проходит международная научная конференция — «Астаховские чтения».
Материалы конференции публикуются в специализированном издании — «Харьковский историографический сборник».

## Основные труды
- В. Астахов. Харьков. Краткий исторический очерк // Харьков. Справочная книга / Ладный Ю. (тех. редактор). — Харьков: Харьковское газетно-журнальное издательство, 1953. — С. 17-101. — 296 + вкладки с. — 5 000 экз.
- Революционные события 1905—1907 гг. в Харькове и губернии (Х., 1955, в соавторстве).
- Харьковский государственный университет им. А. М. Горького за 150 лет (Х., 1955, в соавторстве).
- Пролетаріат Харкова у трьох революціях (Х., 1959, в соавторстве).
- Курс лекций по русской историографии. Ч. 1. До середины XIX в. (Х., 1959).
- Курс лекций по русской историографии. Ч. 2. Эпоха промышленного капитализма (Х., 1962).
- Історія міст і сіл Української РСР. Харківська область (К., 1967, в соавторстве; 2-е изд. — К., 1976).
- Нариси історії Харківської обласної партійної організації (Х., 1970, в соавторстве).